# Chamkaur Dhaliwal Singh
Chamkaur Dhaliwal Singh (* 11. Juni 1973) ist ein ehemaliger singapurischer Leichtathlet, der sich auf den Mittelstreckenlauf spezialisiert hat.

## Sportliche Laufbahn
Erste internationale Erfahrungen sammelte Chamkaur Dhaliwal Singh vermutlich bei den Weltmeisterschaften 2001 in Edmonton, bei denen er mit 15:23,56 min in der Vorrunde im 5000-Meter-Lauf ausschied. Anschließend belegte er bei den Südostasienspielen in Kuala Lumpur in 3:54,02 min den fünften Platz im 1500-Meter-Lauf und gelangte mit 15:24,42 min auf Rang acht über 5000 Meter. 2003 gewann er bei den Südostasienspielen in Hanoi in 3:59,34 min die Bronzemedaille über 1500 Meter hinter dem Philippiner John Lozada und Trần Văn Thắng aus Vietnam. Im Jahr darauf belegte er bei den erstmals ausgetragenen Hallenasienmeisterschaften in Teheran mit neuem Landesrekord von 4:10,75 min den achten Platz über 1500 Meter. In den folgenden Jahren trainierte er in Australien und startete dort bei nationalen Wettkämpfen, ehe er seine aktive sportliche Karriere im Alter von 32 Jahren beendete. 

## Persönliche Bestleistungen
- 1500 Meter: 3:51,64 min, 4. April 2003 in Brisbane
  - 1500 Meter (Halle): 4:10,75 min, 8. Februar 2004 in Teheran
- 3000 Meter: 8:40,64 min, 13. November 2010 in Sydney
- 5000 Meter: 15:11,31 min, 28. Januar 2010 in Sydney